# O Slunečníku, Měsíčníku a Větrníku
O Slunečníku, Měsíčníku a Větrníku je pohádka české spisovatelky Boženy Němcové. Poprvé byla vydána 20. června 1845 ve druhém sešitě souboru Národní báchorky a pověsti, společně s dalšími jejími pohádkami. Později byla vydávána v dalších souborech a výborech a přepracována dalšími autory. Roku 1979 český ilustrátor Jan Černý vydal a zároveň ilustroval knihu skládající se ze dvou pohádek ze sbírky Boženy Němcové, a to O Slunečníku, Měsíčníku a Větrníku; Spravedlivý Bohumil.
Pohádka je také předlohou pro film Václava Vorlíčka s názvem Princ a Večernice.

## Děj
Pohádka začíná náhlým odjezdem krále a královny na cesty. Hlídání dcer i celého zámku svěří svému jedinému synovi Silomilovi, ten se role ujímá s chutí a před sestrami se pyšní svým postavením. Sestry si ale od bratra rozkazovat nenechají. 
Po dobu tří dnů, když se Silomil zrovna chystal ke spánku se u jeho okna objevil vždy jeden ze tří záhadných mužů: Slunečník, Měsíčník a Větrník, kteří žádali prince o ruku jeho sester. Princ sestry předává cizincům a po návratu krále a královny se kvůli stesku a samotě rozhodne vydat do světa najít si nevěstu. 
Zanedlouho míří rovnou do nádherného zámku, kde sídlí krásná, ale také silná princezna, která si vezme jen toho, kdo ji přemůže. Princ se nezalekl a odvážně se vydal do zámku i přes varování od neznámého stařečka. Silomil vítězí v boji proti princezně díky záměně mečů a získává princeznu za ženu, ale ještě před svatbou princezna musí odjet na sedm dní pryč. Princezna předává princi klíče od všech pokojů na zámku, přičemž jeden z klíčů je od komory do které princ nesmí, pokud si chce princeznu vzít za ženu. Již druhý den měl nutkání se do komory podívat a jistěže tak udělal. Otevírá zakázanou komoru, kde byl uvězněn a přikován řetězy král ohně. Silomilovi bylo krále líto, přesekl tedy mečem jeden z řetězů a tím krále ohně pustil na svobodu. 
Silomil si vyčítal svůj čin a již očekával návrat princezny, ale marně. Princeznu zajal uprchlý král ohně, a tak se Silomil rozhodl poprosit o pomoc své švagry. Ti mu poradili jediný způsob, jak princeznu vysvobodit. Silomil tedy musel nejdříve získat koně, který je rychlejší než kůň krále ohně. Jednoho takového koně vlastnila čarodějnice, za kterou se Silomil ihned vydal. Švagři prince ještě před odchodem obdarovali kouzelnou hůlkou, která by mu měla pomoc při plnění služby u čarodějnice.
Čarodějnice slíbila, že mu koně dá, když u ní vykoná službu. Službou byly tři úkoly, které Silomil za pomoci svých švagrů hravě zvládl.  Čarodějnice slib dodržela a Silomil ihned uháněl zachránit svoji princeznu. Když dorazil na hrad ohnivého krále uháněl za svoji milou a přesekl řetěz, kterým byla princezna svázána. Vzal ji do náručí a ujížděl s ní na koni pryč. Král ohně se je snažil na svém rychlém koni dohnat, ale marně, kůň od čarodějnice byl rychlejší a cestu králi ohňů znepříjemňovali Silomilovi švagři. 
Koník Silomila a jeho nastávající odvezl až k princeznině zámku, kde je všichni s radostí přivítali. Na zámku ale dlouho nepobyli, hned druhý den se vydali za Silomilovými rodiči, kde oznámili radostnou novinu o svatbě. Následovala velkolepá svatba, kde Silomil ještě jednou poděkoval svým švagrům za jejich pomoc. 

## Přijetí díla
Pohádku O Slunečníku, Měsíčníku a Větrníku vydala Božena Němcová v roce 1845 ve druhém svazku souboru Národní báchorky a pověsti. Svazek dále obsahoval pohádky Vodní paní, O Popelce, O třech bratřích a O Marišce. Příběhy byly velice oblíbené ještě před jejich sepsáním, jelikož je samotná autorka vyprávěla svému okolí již mnohem dříve. Právě okolí ji přimělo příběhy sesbírané a předávané ústně sepsat.
Významnou součástí textu je „služba o koně“, kdy si hrdina vyslouží rychlejšího oře od čarodějnice, přičemž podobný motiv se objevuje v mnoha českých pohádkách, v nichž hrdina prodá své sestry zvířecím ženichům, démonickým bytostem nebo panovníkům nad živly. Václav Tille usuzoval, že Němcová pohádku nezpracovala podle ústního podání, nýbrž podle německého překladu podobné maďarské pohádky. Božena Němcová později ve svém souboru slovenských pohádek zpracovala jinou, podobnou pohádku – O Slunečníku, Měsíčníku, Větrníku, o krásné Ulianě a dvou tátošíkách. Podle Tilleho názoru tuto pohádku na Slovensku reálně slyšela, některé prvky do ní však vložila z „maďarsko-německé“ verze, která vyšla jako česká.
Zájem o literární podobu pohádky také narostl později v roce 1978, kdy byla adaptována do filmového provedení pod názvem Princ a Večernice.